# 玉峰館
玉峰館（ぎょくほうかん）は、静岡県賀茂郡河津町の峰温泉にある全16室の温泉旅館。

## 歴史
峰温泉は河津町にある7つの温泉（七滝温泉・大滝温泉・湯ヶ野温泉・峰温泉・谷津温泉・河津浜温泉・今井浜温泉）の一つ。
779年（宝亀10年）、現在の河津町に湧き出た霊泉があり、菖蒲・カキツバタなどが織成す美しいこの辺りを「花田の湯」と称し、多くの名僧、武将が愛したと言い伝えられる。
「花田の湯」の復興を何人もの篤志家が掘削を試みるも再興できなかったが、1922年（大正11年）に稲葉時太郎により「峰一帯を花といで湯の郷にせん」と、30歳の時に温泉採掘に打ち込み、4年の歳月を経て温泉採掘に成功。噴出した熱泉は50mの高さに上り、大噴湯を前に、時太郎は天に向かって合掌したと伝えられる。
現在では、時太郎の子孫が3代目として噴湯の湯守りをし、その勢いは未だ衰えておらず、止水口を遮らない限りいつでも百度の熱泉が地上約30mに達し、依然活発な自噴を続けている。

## 概要
大正15年（1926年）創業、幾度と改築を重ね2013年5月22日に全面リニューアル。
紫綬褒章受章のインテリアデザイナー内田繁が「古き・新しき・極み」をコンセプトにプロデュース。
造園家の信原宏平がプロデュースを手掛けた回遊式庭園。

## 旅館・施設
- 所在地: 静岡県賀茂郡河津町峰440番地
- 総客室: 16室
  - 露天風呂付離れ 4室
  - 露天風呂付客室 4室
- 客室 8室
- 駐車場: 無料
- 送迎: 河津駅より無料送迎あり
- 浴場
  - 大岩露天 吹花（大浴場）
  - 湯処 風花（大浴場）
  - 陶器風呂 薫風（貸切風呂）
  - 石風呂 光風（貸切風呂）
  - 湯処 夕凪（貸切風呂）
- その他周辺スポット
  - 河津バガテル公園:1100種のバラが競艶するフランス庭園式ローズガーデン
  - 体感型動物園「iZoo」:日本最大の爬虫類・両生類の動物園

## 沿革
- 1926年（大正15年） - 稲葉時太郎の下、玉峰館創業
- 2013年（平成25年） - インテリアデザイナー内田繁によってリニューアル

## 関係者
- 稲葉時太郎
- 内田繁